# باترجة بنت أشناس
باترجة بنت أشناس زوج الخليفة المعتصم وقد زوجه منها الحسن بن الإفشين، وكانت توصف بالجمال، وأقيم لها عرس يجاوز المقدار في البهاء والجمال، وللمعتصم أبياتا في وصف هذه الليلة يقول فيها: